# Direction générale de l’armement
Die Direction générale de l’armement (DGA; deutsch Generaldirektion für Rüstung) ist die französische Behörde für Rüstungsbeschaffung. Die DGA wurde 1961 gegründet und gehört zum französischen Verteidigungsministerium.

## Geschichte
Die historischen Bezeichnungen lauteten Délégation ministérielle pour l’armement (1961–1977) und Délégation générale pour l’armement (1977–2009).
Die DGA kontrolliert, leitet und überwacht Forschung, Entwicklung, Produktion, Beschaffung und Wartung der Waffen und übernimmt so die Scharnierfunktion zwischen der Industrie und den Streitkräften. Sie gilt als Hüterin und Lenkerin des französischen Militärisch-Industriellen Komplexes.
Durch ihre Vergabepolitik bei Rüstungsaufträgen trug sie maßgeblich dazu bei, dass der französische Rüstungsmarkt von wenigen Großkonzernen beherrscht wird.
Anfang der 1980er Jahre hatte sie 73.000 Beschäftigte.